# Joanna Kreft-Baka
Joanna Kreft-Baka (ur. 26 lutego 1964 w Kościerzynie) – polska aktorka teatralna i filmowa.

## Życiorys
Ukończyła studia na PWST w Krakowie – Wydział we Wrocławiu (1988). Debiutowała 10 lutego 1985 rolą Krysi w Historii Witolda Gombrowicza w reż. Jacka Bunscha na scenie Teatru Polskiego we Wrocławiu.
Występowała w teatrach: Polskim we Wrocławiu (1985–1986) i Muzycznym im. Danuty Baduszkowej w Gdyni (1995–1996). W latach 1987–1989 pracowała w Teatrze im. C.K. Norwida w Jeleniej Górze. Od 1989 jest aktorką Teatru Wybrzeże w Gdańsku.

## Życie prywatne
Od 1988 żona aktora Mirosława Baki. Mają dwóch synów – operatora filmowego Łukasza (ur. 1988) i Jeremiego (ur. 1995).

## Role teatralne
| Tytuł                                 | Autor                         | Reżyser                                                                | Rola                                                | Teatr                                   | Premiera              |
| ------------------------------------- | ----------------------------- | ---------------------------------------------------------------------- | --------------------------------------------------- | --------------------------------------- | --------------------- |
| Historia                              | Witold Gombrowicz             | Jacek Bunsch                                                           | Krysia                                              | Teatr Polski we Wrocławiu               | 10.02.1985            |
| Człowiek jak człowiek                 | Bertolt Brecht                | Hanna Herman-Cieślik, Mieczysława Walczak-Deleżyńska i Jerzy Kozłowski |                                                     | Teatr im. C.K. Norwida w Jeleniej Górze | 18.09.1987            |
| Biesy                                 | Fiodor Dostojewski            | Krzysztof Rogoż                                                        | Maria Timofiejewna Liebiadkin, Wirgińska            | Teatr im. C.K. Norwida w Jeleniej Górze | 10.01.1988            |
| Sen nocy letniej                      | William Szekspir              | Waldemar Zawodziński                                                   | Hermia                                              | Teatr im. C.K. Norwida w Jeleniej Górze | 26.03.1988            |
| Cnotliwa panna z ulicy Taniej         | Thomas Middleton              | Marek Okopiński                                                        | Jugg                                                | Teatr Wybrzeże                          | 21.01.1989            |
| Mąż i żona                            | Aleksander Fredro             | Jerzy Łapiński                                                         | Justysia                                            | Teatr Wybrzeże                          | 19.11.1989            |
| Troilus i Kressyda                    | William Szekspir              | Krzysztof Babicki                                                      | Kressyda                                            | Teatr Wybrzeże                          | 07.04.1990            |
| Mein Kampf                            | George Tabori                 | Marek Okopiński                                                        | Gretchen                                            | Teatr Wybrzeże                          | 05.10.1990            |
| Porwanie Sabinek                      | Franz i Paul Schonthan        | Bogusław Czosnowski                                                    | Anulka                                              | Teatr Wybrzeże                          | 16.03.1991            |
| Każdemu wolno kochać                  | program składany              | Dorota Kolak                                                           |                                                     | Teatr Wybrzeże                          | 20.11.1991            |
| Pan Jowialski                         | Aleksander Fredro             | Marek Okopiński                                                        | Helenka                                             | Teatr Wybrzeże                          | 01.03.1992            |
| Śmierć komiwojażera                   | Arthur Miller                 | Feliks Falk                                                            | Letta                                               | Teatr Wybrzeże                          | 24.04.1992            |
| Królowa Śniegu                        | Hans Christian Andersen       | Włodzimierz Nurkowski                                                  | Gerda                                               | Teatr Wybrzeże                          | 07.06.1992            |
| Biesy                                 | Fiodor Dostojewski            | Krzysztof Babickio                                                     | Dasza Szatow                                        | Teatr Wybrzeże                          | 08.11.1992            |
| Fantazy                               | Juliusz Słowacki              | Szczepan Szczykno                                                      | Stella                                              | Teatr Wybrzeże                          | 09.05.1993            |
| Moralność pani Dulskiej               | Gabriela Zapolska             | Adam Orzechowski                                                       | Hesia                                               | Teatr Wybrzeże                          | 25.06.1993            |
| Panna z mokrą głową                   | Kornel Makuszyński            | Bogusław Czosnowski                                                    | Irenka                                              | przedstawienie impresaryjne             | 19.12.1993            |
| Proces                                | Franz Kafka                   | Ryszarda Major                                                         | Leni                                                | Teatr Wybrzeże                          | 30.12.1993            |
| Damy i huzary                         | Aleksander Fredro             | Mirosław Bork                                                          | Zofia                                               | Teatr Wybrzeże                          | 26.02.1994            |
| Arkadia                               | Tom Stoppar                   | Krzysztof Babicki                                                      | Chloe Coverly                                       | Teatr Wybrzeże                          | 27.03.1994            |
| Było sobie kiedyś miasto              | Günter Grass                  | Krzysztof Babicki                                                      | Tulla Pokriefke                                     | Teatr Wybrzeże                          | 29.10.1994            |
| Bajki pana Perrault                   | Hanna Januszewska             | Wojciecha Wieczorkiewicza                                              |                                                     | Teatr Mały Gdynia                       | 28.10.1995            |
| Pokojówki                             | Jean Genet                    | Krzysztof Nazar                                                        | Claire                                              | Teatr Wybrzeże                          | 08.02.1997            |
| Kilka zdarzeń z życia braci Karamazow | Fiodor Dostojewski            | Krzysztof Zaleski                                                      | Grusza                                              | Teatr Wybrzeże                          | 24.05.1997            |
| Marat-Sade                            | wg Petera Weissa              | Krzysztof Nazar                                                        | Siostra zakonna                                     | Teatr Wybrzeże                          | 28.02.1998            |
| Medyk mimo chęci                      | Molière                       | Krzysztof Zaleski                                                      | Doktor Nieczulica                                   | Teatr Wybrzeże                          | 27.03.1999            |
| Simpatico                             | Sam Shepard                   | Bogdan Ciosek                                                          | Kelly                                               | Teatr Wybrzeże                          | 29.05.1999            |
| Ryszard III                           | William Szekspir              | Krzysztof Nazar                                                        | Lady Anna                                           | Teatr Wybrzeże                          | 10.03.2000            |
| Po deszczu                            | Sergi Belbel                  | Anna Augustynowicz                                                     | Szatynka                                            | Teatr Wybrzeże                          | 20.08.2000            |
| Nasze miasto                          | Thornton Wilder               | Bartłomiej Wyszomirski                                                 | Myrtle Webb                                         | Teatr Wybrzeże                          | 09.03.2001            |
| Nie teraz, kochanie                   | John Chapman i Ray Cooney     | Grzegorz Chrapkiewicz                                                  | Panna Tipdale                                       | Teatr Wybrzeże                          | 20.05.2001            |
| Hanemann                              | Stefan Chwin                  | Izabella Cywińska                                                      | Rosa Schulz                                         | Teatr Wybrzeże                          | 27.01.2002            |
| Monologi waginy                       | Eve Ensler                    | Aldona Figura                                                          |                                                     | Teatr Wybrzeże                          | 21.06.2002            |
| Zwyczajne szaleństwa                  | Petr Zelenka                  | Krzysztof Rekowski                                                     |                                                     | Teatr Wybrzeże                          | 28.06.2003 15.03.2004 |
| Profesjonalista                       | Dušan Kovačević               | Krzysztof Zaleski                                                      |                                                     | Teatr Wybrzeże                          | 12.11.2004            |
| Koleżanki                             | Pierre Chesnot                | Grzegorz Chrapkiewicz                                                  | Lucylla                                             | Teatr Wybrzeże                          | 28.05.2005            |
| Parawany                              | Jean Genet                    | Krzysztof Babicki                                                      | Malika                                              | Teatr Wybrzeże                          | 02.02.2006            |
| Intymne lęki                          | Alan Ayckbourn                | Adam Orzechowski                                                       | Imogen                                              | Teatr Wybrzeże                          | 15.12.2006            |
| All inclusive                         | Marek Modzelewski             | Ewelina Pietrowiak                                                     | Ada                                                 | Teatr Wybrzeże                          | 08.06.2007            |
| Oni                                   | S.I. Witkiewicz               | Jarosław Tumidajski                                                    | Spika Tremendosa                                    | Teatr Wybrzeże                          | 11.07.2008            |
| Szef wszystkich szefów                | Lars von Trier                | Krzysztof Rekowski                                                     | tłumaczka                                           | Teatr Wybrzeże                          | 08.03.2009            |
| Bal manekinów                         | Bruno Jasieński               | Ryszard Major                                                          | Solange Levasin                                     | Teatr Wybrzeże                          | 19.0.2010             |
| Per procura                           | Neil Simon                    | Adam Orzechowski                                                       | Chris Gorman                                        | Teatr Wybrzeże                          | 08.01.2011            |
| skrzynk@pandory                       | Jane Milmore, Billy Van Zandt | Adam Orzechowski                                                       | Stephanie                                           | Teatr Wybrzeże                          | 14.07.2012            |
| Seans                                 | Noël Coward                   | Adam Orzechowski                                                       | Ruth                                                | Teatr Wybrzeże                          | 04.10.2013            |
| Martwe dusze                          | Nikołaj Gogol                 | Janusz Wiśniewski                                                      | Dama Po Wydziale „Hm, hm...”                        | Teatr Wybrzeże                          | 22.04.2014            |
| Murzyn warszawski                     | Antoni Słonimski              | Adam Orzechowski                                                       | Ciocia Sala, Szwarcmanowa, siostra zakonna          | Teatr Wybrzeże                          | 17.07.2015            |
| Czyż nie dobija się koni?             | Horace McCoy                  | Wojciech Kościelniak                                                   | Pani Higby                                          | Teatr Wybrzeże                          | 02.04.2016            |
| Randka z feministą                    | Samantha Ellis                | Michał Derlatka                                                        | Kate, Morag, Carina                                 | Teatr Wybrzeże                          | 15.07.2017            |
| Reset                                 | Alma De Groen                 | Anna Gryszkówna                                                        | Meridee Hobbes                                      | Teatr Wybrzeże                          | 09.06.2018            |
| Pan Schuster kupuje ulicę             | Ulrike Syha                   | Tomasz Cymerman                                                        | Karin                                               | Teatr Wybrzeże                          | 19.07.2019            |
| Powarkiwania Drogi Mlecznej           | Bonn Park                     | Adam Orzechowski                                                       | Maniakalno-Depresyjna Kasandra z Greckiej Mitologii | Teatr Wybrzeże                          | 09.07.2021            |
| Koło Sprawy Bożej                     | Konrad Hetel                  | Radek Stępień                                                          | Karolina Towiańska                                  | Teatr Wybrzeże                          | 14.10.2022            |
| Punkt zero                            | Radosław Paczocha             | Adam Orzechowski                                                       | Bogna                                               | Teatr Wybrzeże                          | 13.01.2023            |

## Role w Teatrze Telewizji
- 1990 Gody weselne Leona Schillera w reż. Jana Skotnickiego jako Panna Młoda
- 1991 Romulus Wielki Friedricha Durrenmatta w reż. Mirosława Borka jako Rea
- 1992 Natan Mędrzec Gottholda Ephraima Lessinga w reż. Krzysztofa Babickiego jako Recha
- 1994 Arkadia Toma Stopparda w reż. Krzysztofa Babickiego jako Chloe Coverly
- 1994 Eryk i Laura Ilpo Tuomarilla w reż. Krzysztofa Babickiego jako Maire

## Filmografia

### Filmy fabularne
| Rok  | Tytuł                               | Rola                                    | Reżyser                |
| ---- | ----------------------------------- | --------------------------------------- | ---------------------- |
| 1987 | Bez grzechu                         | Marta Jezierska                         | Wiktor Skrzynecki      |
| 1987 | Kocham kino                         | Joanna                                  | Piotr Łazarkiewicz     |
| 1987 | Zero życia (tv)                     | koleżanka Tomka                         | Roland Rowiński        |
| 1988 | Kogel-mogel                         | koleżanka Katarzyny Solskiej ze studiów | Roman Załuski          |
| 1991 | Cień na śniegu (Árnyék jeden havon) | przyjaciółka Sandora Gaspara            | Attila Janisch         |
| 1993 | Powrót (tv)                         |                                         | Marian Terlecki        |
| 1997 | Drugi brzeg                         | służąca                                 | Magdalena Łazarkiewicz |
| 2018 | Miłość jest wszystkim               | ciotka                                  | Michał Kwieciński      |

### Seriale tv
| Rok       | Tytuł             | Rola                                         |
| --------- | ----------------- | -------------------------------------------- |
| 1988      | Rodzina Kanderów  | Ninka, córka Milki i Wojtka                  |
| 1994      | Radio Romans      | Anna, siostra Piotra Dyląga                  |
| 1999      | Trzy szalone zera | matka z chłopcem                             |
| 2000      | Na dobre i na złe | Ewa Wejchert                                 |
| 2003–2007 | Sąsiedzi          | Karolina Śliwiak, przyjaciółka Patrycji      |
| 2004      | Stacyjka          | radna Dadaj z Koła Nowej Lewicy Europejskiej |
| 2006      | Faceci do wzięcia | Renia, żona Olka                             |
| 2011      | Ludzkie sprawy    | Irena Tomczyk                                |
| 2023      | Bracia            | Anna, przyjaciółka Małgorzaty                |

## Nagrody i wyróżnienia
- Nagroda Prezydenta Miasta Gdańska w Dziedzinie Kultury z okazji jubileuszu 25-lecia pracy artystycznej (2013)[2]
- Specjalne podziękowania oraz pamiątkowa grafika od Województwa Pomorskiego (2016)[3]
- Nagroda Prezydenta Miasta Gdańska w Dziedzinie Kultury z okazji 35-lecia pracy twórczej (2022)[2]